# كلوكدرق
كلوكدرق هي قرية في مقاطعة تبريز، إيران. عدد سكان هذه القرية هو 104 في سنة 2006.